# Bad Düben
Bad Düben (bis 1948 Düben) ist eine Kurstadt im Landkreis Nordsachsen des Freistaates Sachsen. Sie liegt am Südrand der Dübener Heide und am rechten Ufer der Mulde.

## Geographie

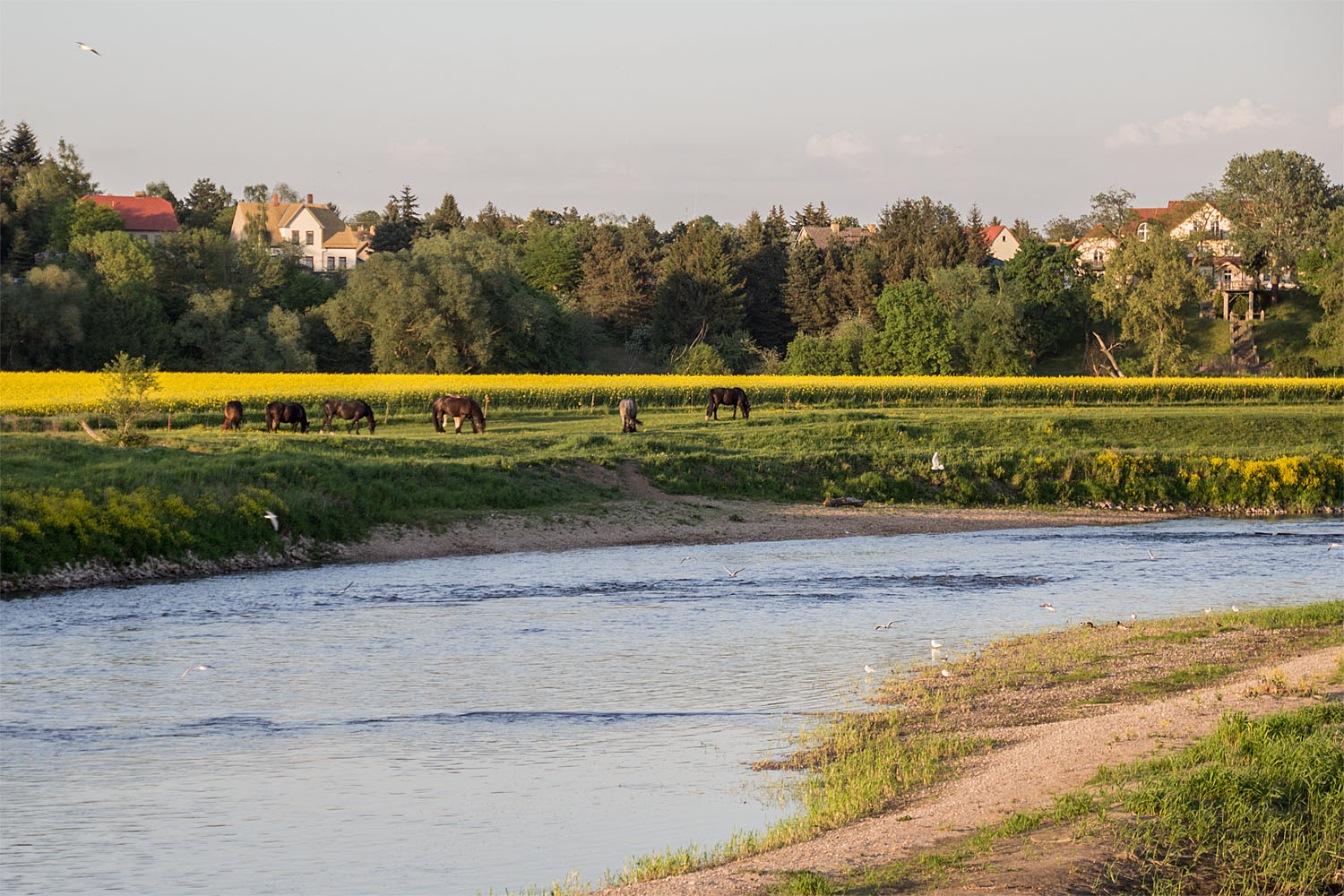
Mulde bei Bad Düben

### Lage
Bad Düben liegt am Südrand des Naturparks Dübener Heide, einer überwiegend mit Wald bedeckten, in der Eiszeit geformten Moränenlandschaft. Südlich von Bad Düben beginnt die Leipziger Tieflandsbucht. Südwestlich der Stadt fließt die Mulde. Bad Düben liegt ca. 30 km nordöstlich von Leipzig.

### Stadtgliederung
Die Stadt Bad Düben besteht nach aktueller Hauptsatzung aus Bad Düben und den drei Stadtteilen Schnaditz, Tiefensee und Wellaune. Die Ortschaft Brösen ist dem Stadtteil Tiefensee zugeordnet. Die Ortschaften Alaunwerk, zu denen auch die Weinbergshäuser gehören, und die Hammermühle werden nicht mehr als solche ausgewiesen und gehören Bad Düben an.
| Stadtteil                                                | Einwohner (Stand: 9. Mai 2011) | Anteil |
| -------------------------------------------------------- | ------------------------------ | ------ |
| Bad Düben (mit Ortschaften Alaunwerk und Hammermühle)    | 7.158                          | 88,4 % |
| Schnaditz (eingemeindet seit 1999)                       | 362                            | 4,5 %  |
| Tiefensee (mit Ortschaft Brösen, eingemeindet seit 1999) | 289                            | 3,6 %  |
| Wellaune (eingemeindet seit 1993)                        | 284                            | 3,5 %  |
|                                                          | 8.093                          | 100 %  |

## Geschichte

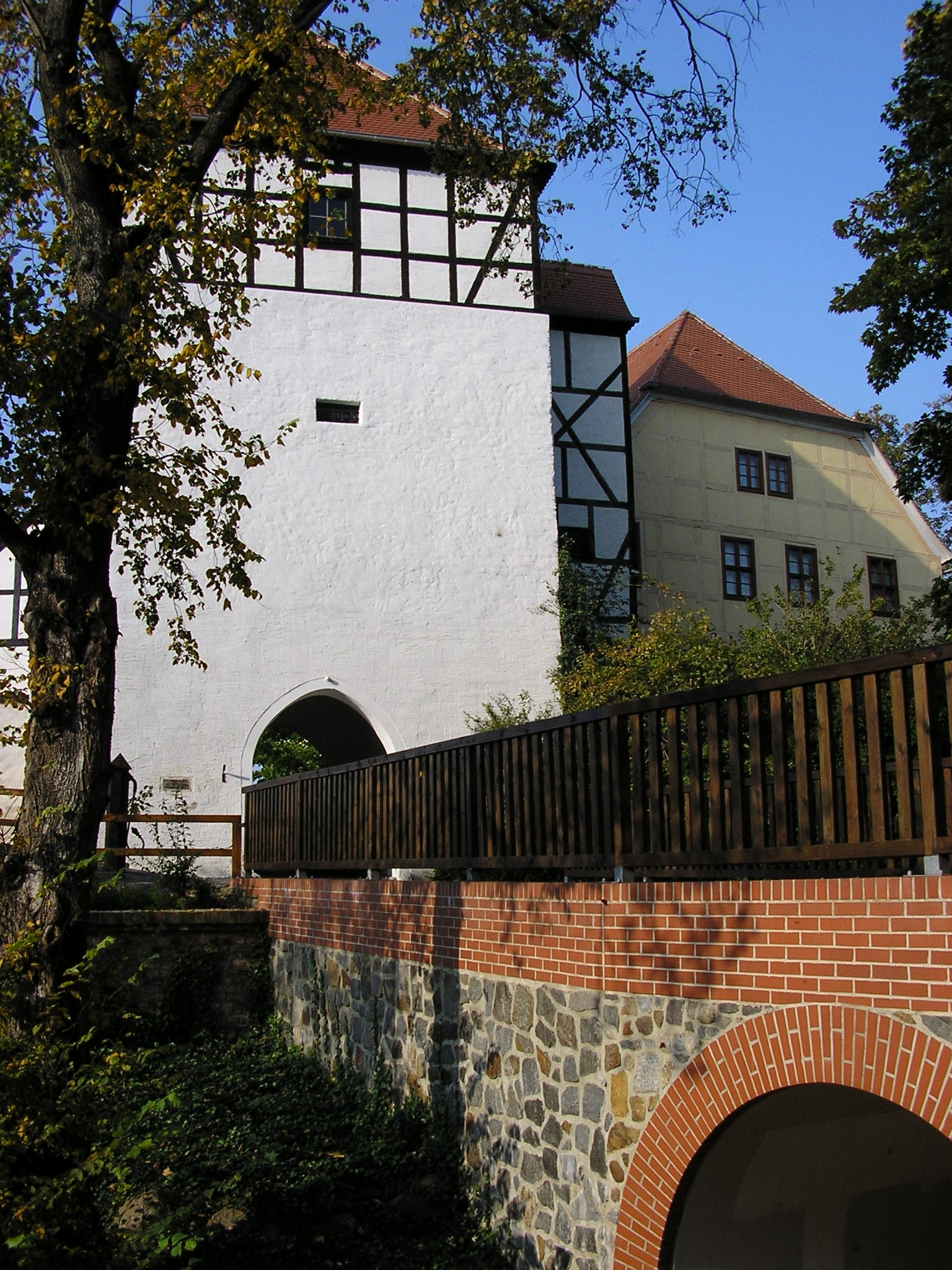
Burg Düben

### Namensherkunft
Der Name „Düben“ leitet sich direkt vom obersorbischen Namen Dźěwin ab. Namenforscher sind sich über den Ursprung des Namens nicht sicher. Der Name kann von einem Personennamen abgeleitet sein („Ort eines Děva“) oder auch von „děva“ (Jungfrau) oder „dźowka“ (Tochter) kommen. Er könnte auch vom sorbischen Namen Dzewin abstammen und so viel wie Wohnort des Dzew bedeuten. Der Linguist Ernst Eichler und der Namenkundler Hans Walther halten das altsorbische dyb (für Stange) als Ausgang für den Namen Dybno und verneinen die Ableitung aus dem Wort dub (Eiche).
Im Jahr 1015 erwähnte Thietmar von Merseburg die Burg Düben für das Jahr 981 als „urbs dibni“.
| 981                 | Dibni                      |
| 1220                | Symeon de Dybene           |
| 1238                | Dybin                      |
| 1267                | Albertus plebanus de Diben |
| 1347                | Diben                      |
| 1350                | Joh. Kalp de Dybene        |
| 1410                | Dywyn, Tybyn               |
| 1465                | Dybene                     |
| 15. Jh. (1. Hälfte) | Dibin                      |
| 1547                | Dieben                     |
| 1551                | Dieben                     |
| 1749                | Düben                      |
| 1948                | Bad Düben                  |

### Stadtgeschichte

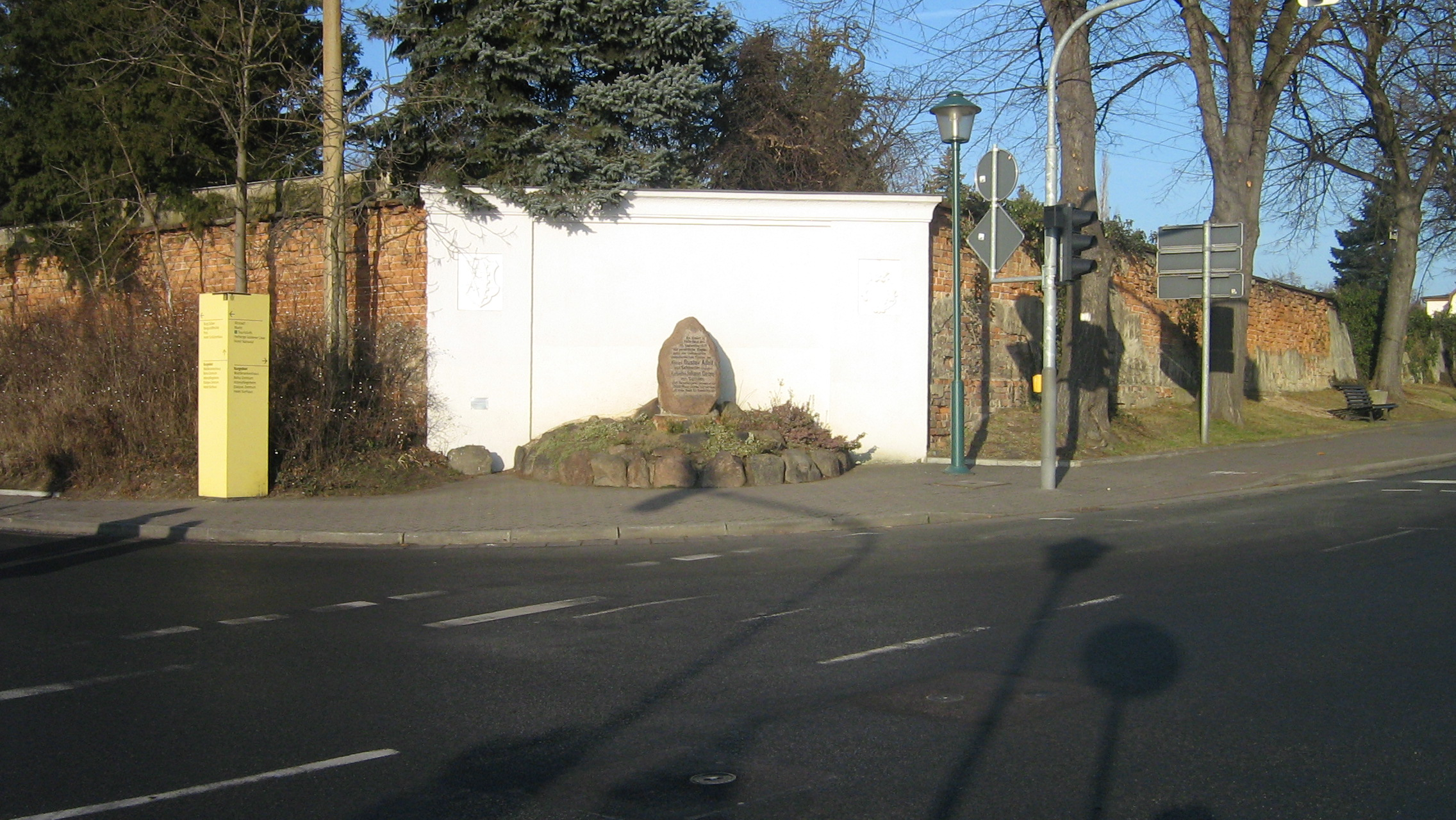
Denkmal des Treffens des schwedischen Königs mit dem sächsischen Kurfürsten 1631

Karte von Düben (um 1842)

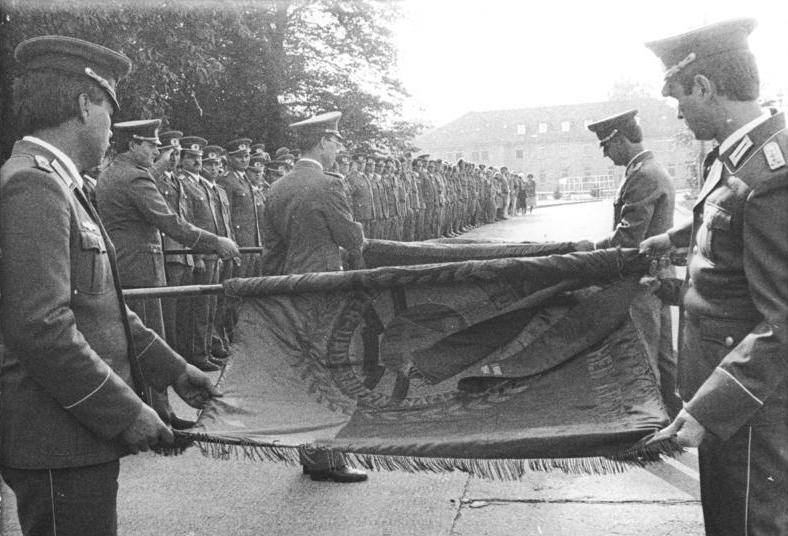
Zwei Bataillonsfahnen der Diensteinheit Alaunwerk wurden bei einem Appell am 2. Oktober 1990, Vorabend der Übernahme durch die Bundeswehr, eingerollt.

Bad Düben hat eine mehr als 1000-jährige Geschichte. Erstmals wurde die Burg Düben im Jahr 981 unter dem slawischen Namen Dibni erwähnt. Die Burg an der Mulde ist immer noch das Wahrzeichen der Stadt. Um 1200 gründeten neben der Burg flämische Einwanderer die Gemeinde Neumark. Fränkische und sächsische Siedler übernahmen slawische Gehöfte in der Umgebung, und im Schutz der Burg entwickelte sich daraus die Stadt Düben. Die Pfarrei der Stadt hat schon um 1250 eine gewisse Bedeutung besessen und war um 1346 ein zentraler Pfarreisitz im Bistum Meißen, dem 15 Orte von Gruna bis Altjeßnitz zugeordnet waren. Die Bedeutung der Pfarrei wird jener von Burg und Stadt als Zentralorte entsprochen haben, obwohl das stettlyn Dyben erst 1355 ausdrücklich erwähnt wird.
Um 1353/54 konnten die wettinischen Markgrafen von Meißen Burg und Stadt Düben samt zugehörigen Dörfern den askanischen Kurfürsten von Sachsen kriegerisch abringen. In den folgenden Jahren ließen sich die Wettiner den Besitz vom Kaiser garantieren, verpflichten die Bürger zur Heerfolge, verpachten und verkaufen die Stadt jedoch oft kurzfristig an Adlige aus ihrem Umfeld. Seit 1478 blieben Stadt und Burg Düben wieder dauerhaft in wettinischer Hand (inzwischen Kurfürsten von Sachsen). Diese hatten schon um 1400 das Amt Düben (ausdrücklich 1404) zur Verwaltung ihrer Rechte und Besitzungen errichtet. 1485 fielen Stadt und Burg Düben bei der Leipziger Teilung an die ernestinische Linie der Wettiner. In Folge des Schmalkaldischen Krieges 1547 wechselte Düben mit den Sächsischen Kurlanden an die albertinische Linie der Wettiner.
Die wettinische Amtsleute und Schösser zu Düben besaßen weitgehende Eingriffsrechte in die städtische Gerichtsbarkeit und Verwaltung, die u. a. 1533/34 für bisweilen handgreifliche Auseinandersetzungen sorgten. Erst 1558 konnte die Stadt die hohe Gerichtsbarkeit und zahlreiche weitere Rechte und Besitzungen des Amtes Düben von den sächsischen Kurfürsten erwerben.
Im Jahr 1450 wurde die Burg Düben in der Adelsfehde zwischen den Brüdern Friedrich und Wilhelm von Thüringen vollständig zerstört. Der legendäre Rechtsstreit zwischen dem Pferdehändler Kohlhase und dem Schlossherren von Schnaditz Günter von Zaschnitz, den Heinrich von Kleist in seiner Erzählung Michael Kohlhaas aufgriff, wurde 1533 auf der Burg verhandelt.
Im Dreißigjährigen Krieg trafen sich dort 1631 König Gustav II. Adolf von Schweden und Kurfürst Johann Georg I. von Sachsen, um ein Bündnis gegen den katholischen Kaiser Ferdinand II. zu schließen. Die verbündeten schwedisch-sächsischen Truppen schlugen in der Schlacht bei Breitenfeld die kaiserlichen Truppen unter Tilly. Während des Dreißigjährigen Krieges wurde die Stadt mehrfach gebrandschatzt und zerstört. 1813 war Düben für kurze Zeit das Hauptquartier von Napoleon. Von dort aus befahl er den Aufmarsch seiner Truppen zur Völkerschlacht bei Leipzig. Nach dem Wiener Kongress 1815 wurde Düben in das Königreich Preußen eingegliedert und Teil des Regierungsbezirks Merseburg der Provinz Sachsen (Kreis Bitterfeld).
Im Jahr 1816 hatte Düben laut Neumanns Ortslexikon des Deutschen Reiches von 1894 2311 Einwohner. Zusammen mit Schwemsal stellte Bad Düben ein Zentrum der Alaunproduktion in Deutschland dar. Im Jahre 1869 wurde die Freiwillige Feuerwehr gegründet.
Ende des 19. Jahrhunderts begann die Stadt, sich durch die Moor- und Mineralwasservorkommen in der Umgebung als Kur- und Badeort zu entwickeln. Am 1. April 1936 wurde die bis dahin eigenständige Gemeinde Alaunwerk Schwemsal in die Stadt Düben eingegliedert. Nach dem Zweiten Weltkrieg gehörte Düben erst zum Land Sachsen-Anhalt und ab 1952 zum Bezirk Leipzig.
1948 wurde der Stadt Düben der Titel Bad verliehen.
Bad Düben wurde Garnisonsstadt mit zwei Kasernen. 1974 entstand die Unteroffizierschule VIII, später umstrukturiert in Militärtechnische Schule der Luftstreitkräfte/Luftverteidigung Harry Kuhn, in der bis 1990 halbjährlich bis zu 2000 Soldaten auf Zeit, aber auch Berufssoldaten und Grundwehrdienstleistende ausgebildet wurden. Das Objekt wird teilweise von der Bundespolizei genutzt. Die Kaserne im Ortsteil Alaunwerk, auch Heide-Kaserne genannt, war Standort des Bataillons Chemische Abwehr 3 und des Detonometrie- und Aufklärungsbataillons 3 der NVA. Von 1990 bis 1996 war es Standort des ABC-Abwehrbataillons 705 der Bundeswehr. In der Kaserne wurde 2004 der Film NVA von Leander Haußmann und 2011 der Film Der Turm gedreht. Es laufen Planungen zur Errichtung eines Funsportparks.
Seit 1990 gehört Bad Düben zum Bundesland Sachsen.
Am 1. Januar 1993 wurde Wellaune eingemeindet. Schnaditz und Tiefensee folgten am 1. Januar 1999.

## Bevölkerung
| Jahr | Einwohner |
| ---- | --------- |
| 1552 | 0078      |
| 1818 | 2.306     |
| 1871 | 3.683     |
| 1895 | 3.233     |
| 1910 | 3.258     |

| Jahr | Einwohner |
| ---- | --------- |
| 1925 | 3.272     |
| 1939 | 4.344     |
| 1946 | 6.599     |
| 1950 | 6.457     |
| 1964 | 6.217     |

| Jahr | Einwohner |
| ---- | --------- |
| 1990 | 8.789     |
| 2000 | 9.322     |
| 2005 | 8.873     |
| 2010 | 8.237     |
| 2015 | 7.956     |

| Jahr | Einwohner |
| ---- | --------- |
| 2020 | 7.833     |
| 2021 | 7.791     |
| 2022 | 7.813     |
| 2023 | 7.798     |
| 2024 | 7.713     |

ab 1990: Stand: 31. Dezember des jeweiligen Jahres (Angaben des Statistischen Landesamtes Sachsen), ab 2011 auf Basis des Zensus 2011, ab 2022 auf Basis des Zensus 2022

## Politik

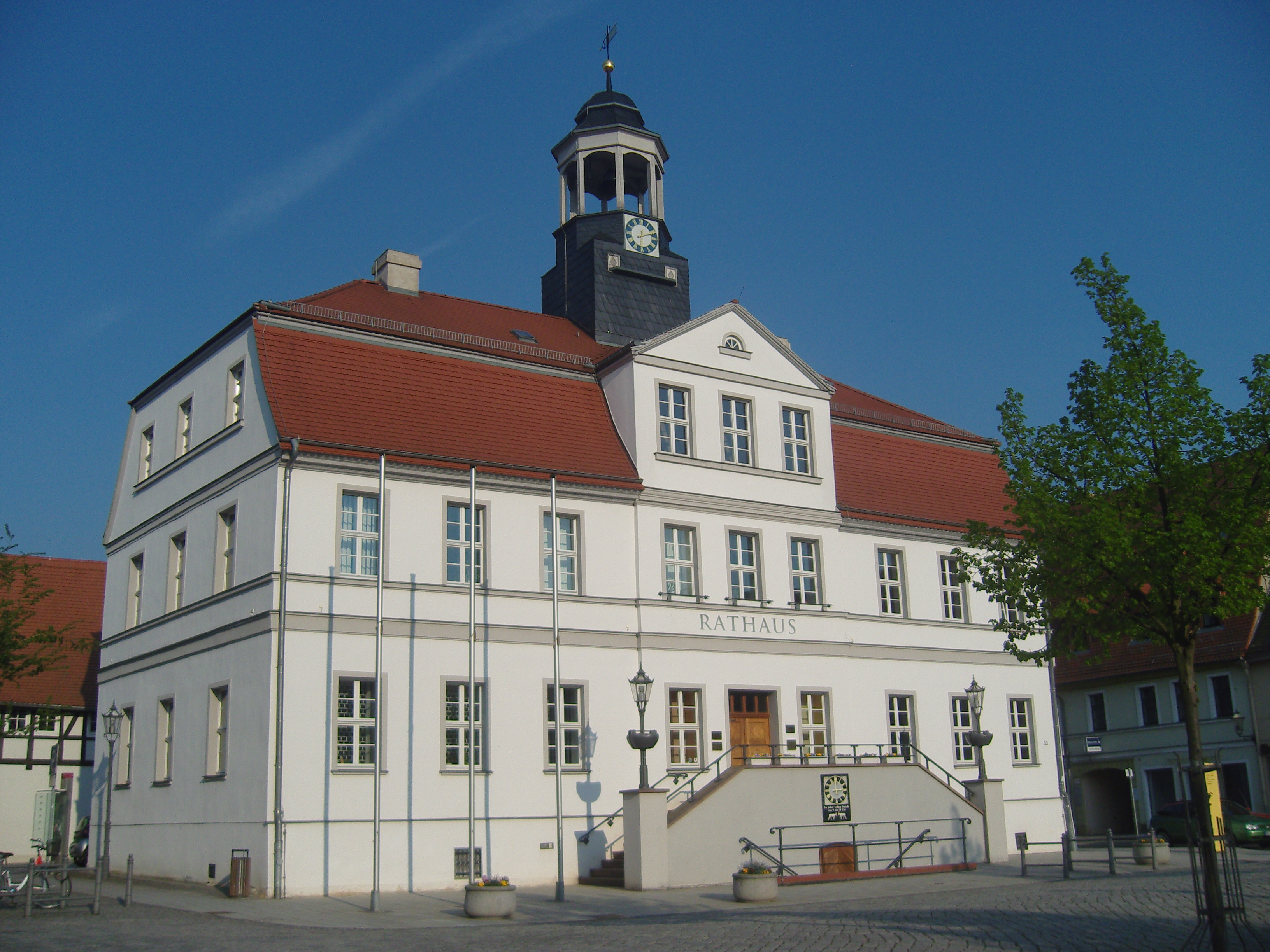
Rathaus

- SPD: 2
- WBD: 6
- BBD: 3
- CDU: 3
- AfD: 4

### Stadtrat
Die Kommunalwahl am 9. Juni 2024 war die jüngste Wahl des Stadtrats von Bad Düben. Eine Übersicht über diese und vergangene Wahlen gibt die Tabelle:
| Partei/Liste              | 2024 | 2024  | 2019 | 2019  | 2014 | 2014  |
| Partei/Liste              | %    | Sitze | %    | Sitze | %    | Sitze |
| ------------------------- | ---- | ----- | ---- | ----- | ---- | ----- |
| Wir für Bad Düben (WBD) 1 | 32,1 | 6     | 20,1 | 3     | 23,4 | 5     |
| AfD                       | 22,1 | 4     | –    | –     | –    | –     |
| CDU                       | 16,3 | 3     | 27,7 | 5     | 27,7 | 5     |
| Bürgerkreis Bad Düben     | 15,0 | 3     | 21,1 | 4     | 11,8 | 2     |
| SPD                       | 14,4 | 2     | 15,7 | 3     | 15,2 | 3     |
| Die Linke                 | –    | –     | 15,3 | 3     | 15,7 | 3     |
| Sonstige                  | –    | –     | –    | –     | 6,7  | –     |
| Gesamt                    | 100  | 18    | 100  | 18    | 100  | 18    |
| Wahlbeteiligung (in %)    | 65,3 | 65,3  | 56,7 | 56,7  | 42,3 | 42,3  |

### Bürgermeister
| Amtszeit                        | Name                                             | Partei (während der Amtszeit)      | Wahlperioden und Bemerkungen |
| ------------------------------- | ------------------------------------------------ | ---------------------------------- | --- |
| 16. Jhd.                        | Corbinian Hendel                                 |                                    | besaß die Mühle in Brösa |
| 16. Jhd.                        | Wacker Nickel                                    |                                    | besaß die Schneidermühle |
| nach 1663                       | Thomas Harrweil                                  |                                    | unbekannt, war 1663 Pächter des Ratskellers im Rathaus und später Bürgermeister                                                                                    |
| um 1717                         | Johann Heinrich Meisemann                        |                                    | unbekannt |
| um 1810                         | Johann Heinrich Wolle                            |                                    | unbekannt |
| 1885 bis 1918                   | Hermann Welzel                                   |                                    | unbekannt |
| um 1925                         | Walter Zastrow († 11.08.1931)                    |                                    | Geschäftsführer des Moorbades bei Gründung |
| 1. Januar 1931 bis 29. Mai 1936 | Alexander Zimmermann (* 23.12.1893 † 21.10.1968) |                                    | unbekannt |
| 1937 bis unbekannt              | Karl Gropengießer                                |                                    | Bewerbung auf das Amt im Oktober 1936; vorher Bürgermeister in Stolberg (Harz)                                                                                     |
| Januar 1944 bis unbekannt       | Willy Kießling (* 29.02.1892)                    |                                    | |
| um 1982                         | Gerhard (Gerd) Lewandowski                       | SED                                | unbekannt |
| 1986 bis 1990                   | Horst Heiden                                     |                                    | unbekannt, trat Anfang 1990 vom Amt zurück |
| 1990 (Februar bis Mai)          | Günter Hielscher (* 25.08.1934, † 19.11.2016)    |                                    | amtierender Bürgermeister der Stadt als Vertreter des zurückgetretenen Bürgermeister Heiden                                                                        |
| 1990 bis 1994                   | Hans-Günter Lange                                |                                    | trat vom Amt zurück, es übernahm Eckehard Tulaszewski |
| 1994 bis 2007                   | Eckehard Tulaszewski (* 18.04.1939)              | 1991–1996: SPD, ab 1996: parteilos | 1. Wahlperiode: 1994–1998 (65,4 % der Stimmen) 2. Wahlperiode: 2001–2007 (59,4 % der Stimmen)                                                                      |
| seit 2007                       | Astrid Münster (* 1972)                          | Freie Wählergemeinschaft (FWG)     | 1. Wahlperiode: 2007–2014 (61,4 % der Stimmen) 2. Wahlperiode: 2014–2021 (62,7 % der Stimmen, zwei Gegenkandidaten) 3. Wahlperiode: 2021–2028 (97,6 % der Stimmen) |

### Wappen
Die Stadt Bad Düben führt als Stadtwappen zwei blaue Pfähle auf goldenem Grund. Zwischen den Pfählen befindet sich eine Lilie mit lindgrünen Blättern und weißer Blüte. Über dem Wappen ist ein blonder Engelskopf mit silbernen Flügeln angebracht. Die Mantelzier besteht aus Ranken in Form von Flammen.
Das Stadtwappen war erstmals 1705 als ein sogenanntes Gnadenwappen erschienen, das vom Landesherrn an einige Städte wegen der großen Brandschatzungen und Zerstörungen im Dreißigjährigen Krieg vergeben worden war. Die blauen Pfähle auf goldenem Grund weisen auf die Zugehörigkeit Dübens zum Osterland (Markgrafschaft Landsberg) hin. Der Engelskopf symbolisiert die große kirchliche Bedeutung Dübens. Düben war Sitz eines Erzpriesters unter dem Archidiakonat Wurzen des Bistums Meißen. Dieser verwaltete den ganzen Nordwestteil des Bistums bis an die untere Mulde. Die Lilie im Schild anstelle des Zepters dürfte zu deuten sein mit gnadenreicher Herrschaft. Sie ist aber auch ein Zeichen für die Gerichtsbarkeit. Die Stadt war auch Amtssitz.

### Städtepartnerschaften
Bad Düben pflegt seit 1991 eine Städtepartnerschaft mit Diez (Rheinland-Pfalz).

## Sehenswürdigkeiten
- Burg Düben mit Heimatmuseum

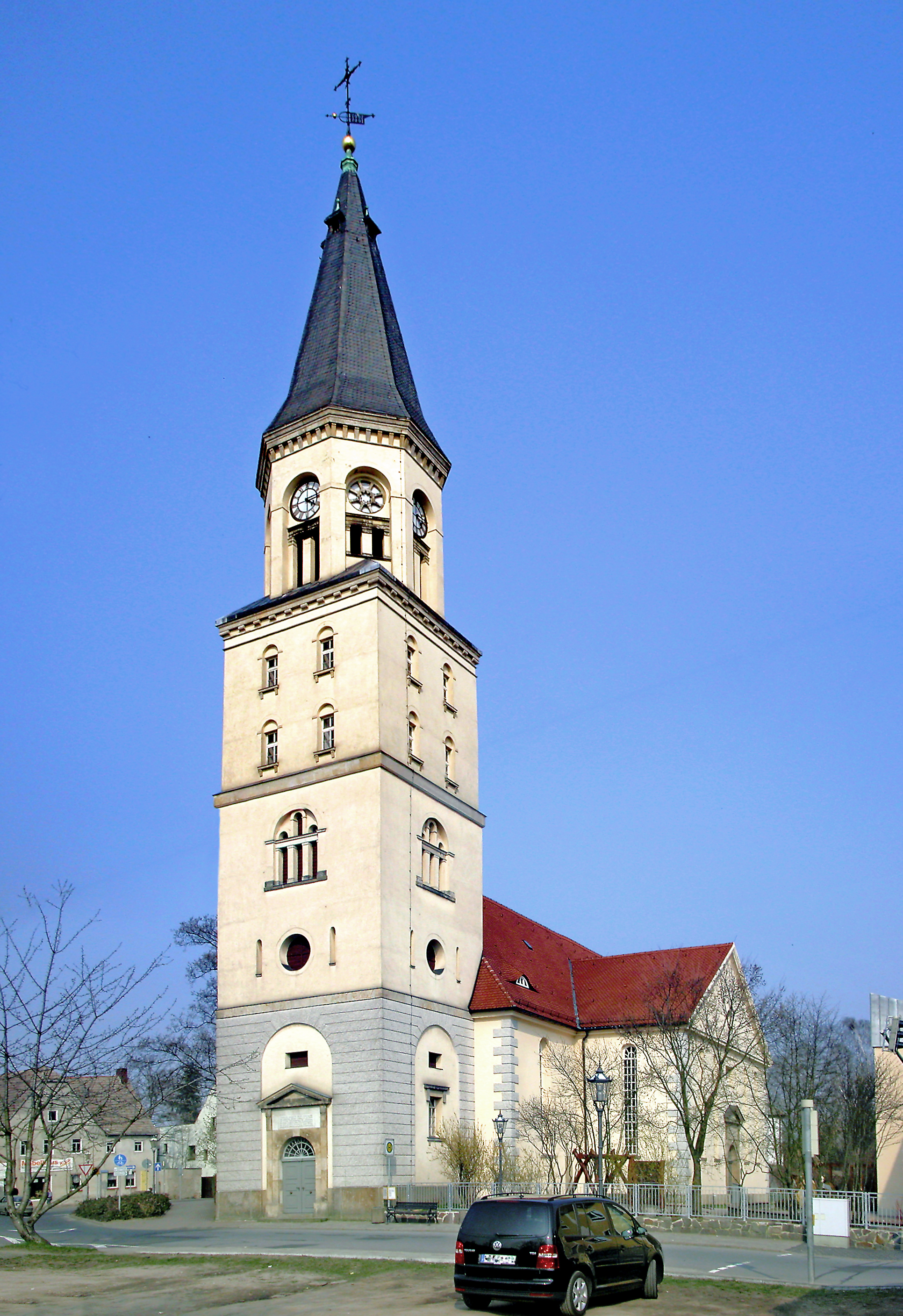
Stadtkirche St. Nikolai

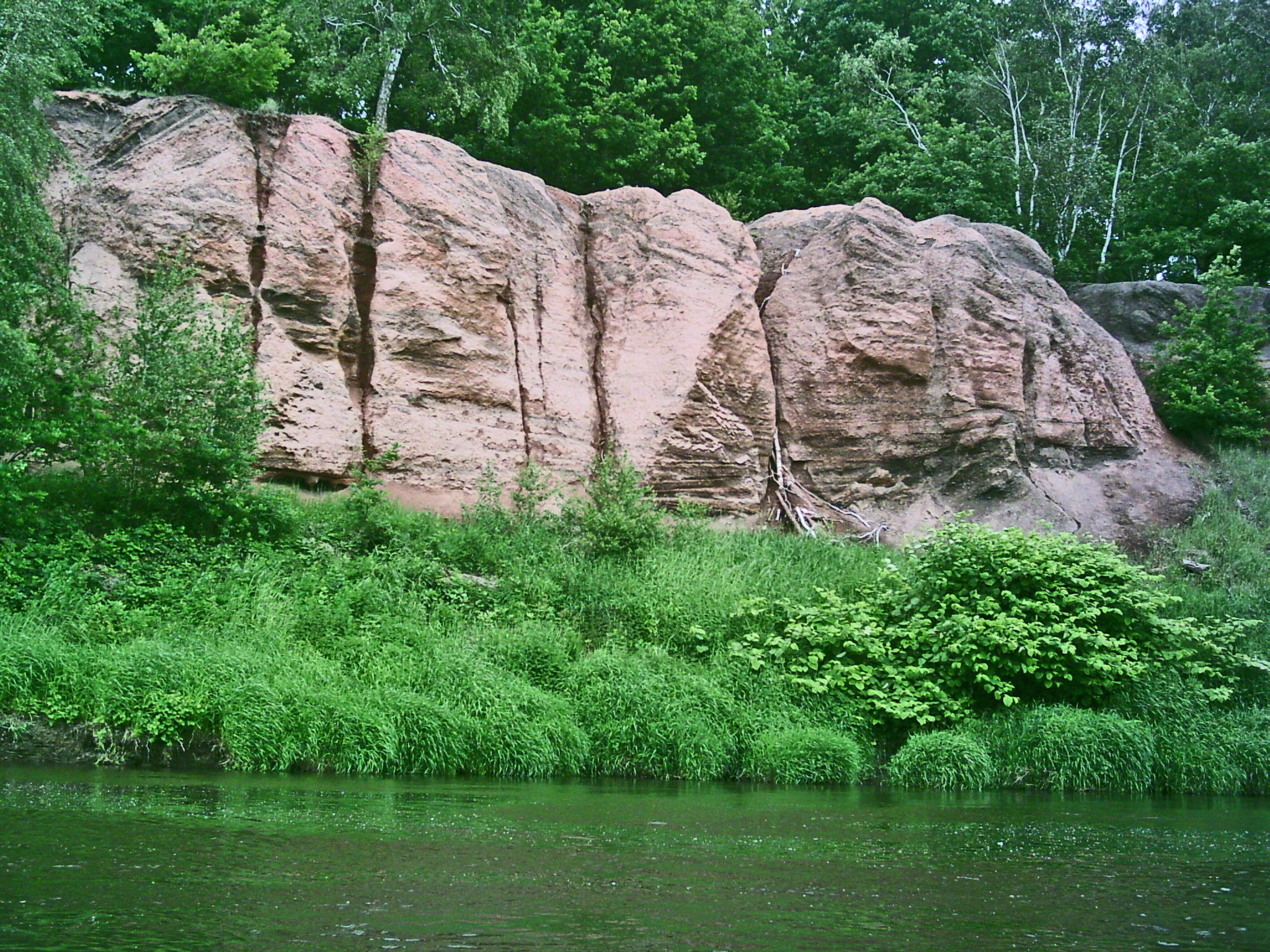
Rotes Ufer

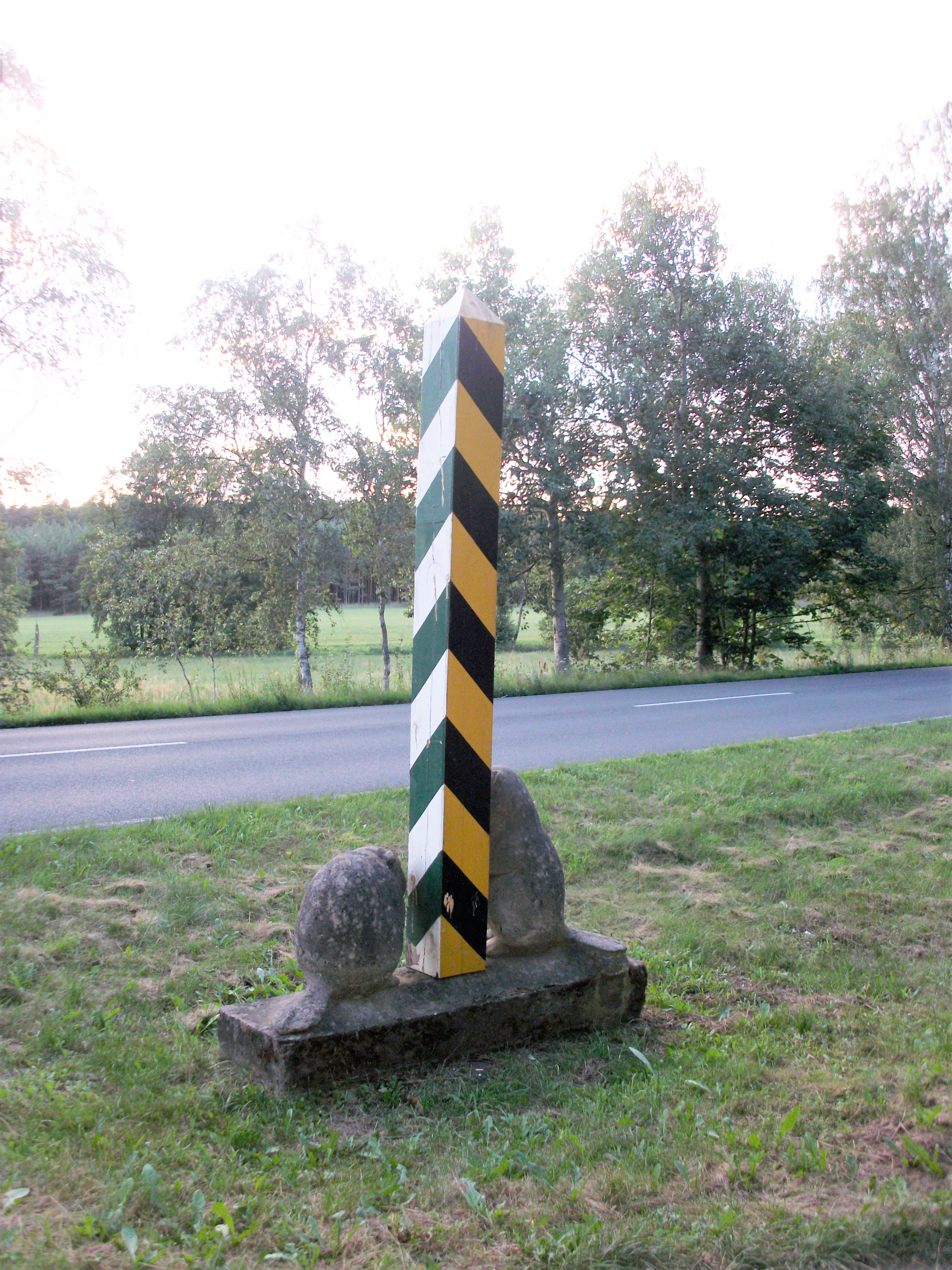
Säule an der Landesgrenze zwischen Sachsen und Sachsen-Anhalt

- Burgschänke „Goldener Löwe“, Gebäude aus dem 11. Jh. mit Gastwirtschaft, die das Gaststättenprivileg seit 1647 besitzt
- Historische Bergschiffmühle an der Mulde, 1686 erstmals urkundlich erwähnt
- Rathaus, zur vollen Stunde zwischen 9 und 18 Uhr treffen zwei Ziegenböcke am Rathausturm symbolisch aufeinander
- Markt-Apotheke, im Jahr 1702 durch August den Starken privilegiert
- Evangelische Stadtkirche „St. Nikolai“ aus dem 12. Jahrhundert, mit 63 Metern Turmhöhe das höchste Gebäude der Stadt
- Katholische Kirche Heilige Familie aus dem Jahr 1957
- Museumsdorf Obermühle mit Wassermühle und Bockwindmühle. Letztere musste im Jahr 2000 in Glesien dem Ausbau des Flughafens Leipzig-Halle weichen, wurde in den Niederlanden renoviert und Pfingsten 2006 in Bad Düben aufgestellt.
- Stadtmühle, Wassermühle aus dem Jahr 1681
- Pesttor aus dem Jahr 1577 am Friedhof
- Blücherdenkmal
- Kurpark, 1846 gegründet, ältester öffentlicher Kurpark Deutschlands mit Kurhaus
- Weitere Sehenswürdigkeiten in den Stadtteilen Schnaditz (Schloss, barocke Kirche), Tiefensee (Kursächsische Postmeilensäule, Kirche mit Fachwerkturm) und Wellaune (Kohlhaasen-Krug mit Gedenkstein)
- Rotes Ufer, Abraumhalde durch den Abbau von Alaun an der Mulde entstanden
- Lutherweg Sachsen
- Moorerlebnispfad am Kurpark
- Gesundbrunnen, natrium- und nitritarme Eisenquelle im Wald der Dübener Heide
- Pegelhaus, 1893 erbaute Messstelle an der Muldebrücke, an der von 1893 bis 1995 der Pegel der Mulde gemessen wurde

## Kultur

### Museen
Landschaftsmuseum
Auf dem Gelände der Burg befindet sich das Landschaftsmuseum der Dübener Heide. Eine Dauerausstellung zeigt seit 1953 Interessantes zur Stadtgeschichte, den Naturraum und das Handwerk. In unmittelbarer Nähe kann auch die Bergschiffsmühle besichtigt werden.
Naturparkhaus
Seit 2012 ist das Naturparkhaus der Dübener Heide ein Gäste-, Besucher- und Kommunikationszentrum, das auf den Naturpark, seine Besonderheiten im Bereich Pflanzen- und Tierwelt und die Herausforderungen an künftige Generationen eingeht. Zudem finden regelmäßig Sonderausstellungen, Vorträge und Lesungen statt.

### Musik
Kurrende
Einmal im Monat gibt es das so genannte Abendsingen bzw. ein Oratorienkonzert (zweimal im Jahr) die Kurrende Bad Düben. Die Kurrende (lat. currere = laufen, Laufchor) besteht seit 1978 und der dazugehörende Posaunenchor seit 1948, mit zusammen mehr als 80 Mitgliedern. Der Verein widmet sich in erster Linie der geistlichen Chor- und Bläsermusik. Dazu gehören u. a. vier- bis achtstimmige Motetten alter und neuer Meister, Kantaten von Johann Sebastian Bach, Georg Friedrich Händel und Felix Mendelssohn Bartholdy, das Weihnachtsoratorium und die Johannespassion von Bach. Einmal im Jahr findet auch eine Aufführung eher weltlicher Art statt.
Kurkonzerte
Von Mai bis September werden an der Obermühle Kurkonzerte mit verschiedenen Musikkünstlern veranstaltet. In den vergangenen Jahren fanden Kurkonzerte auch im Kurpark auf der Bühne des Kurhauses statt.

### Veranstaltungen
Als größere Veranstaltungen finden das Asche abkehren in Tiefensee, die Osterfeuer (Schnaditz und Tiefensee), das Lindenblütenfest und das Junkerfest im Schlosspark in Schnaditz und die Kohlhaas Festtage in Wellaune statt. Ende Mai wird alljährlich das ein Wochenende andauernde Stadtfest abgehalten. Im September findet das Nordsächsische Erntedankfest, ein Oktoberfest und im Dezember ein Weihnachtsmarkt statt.

## Kurstadt

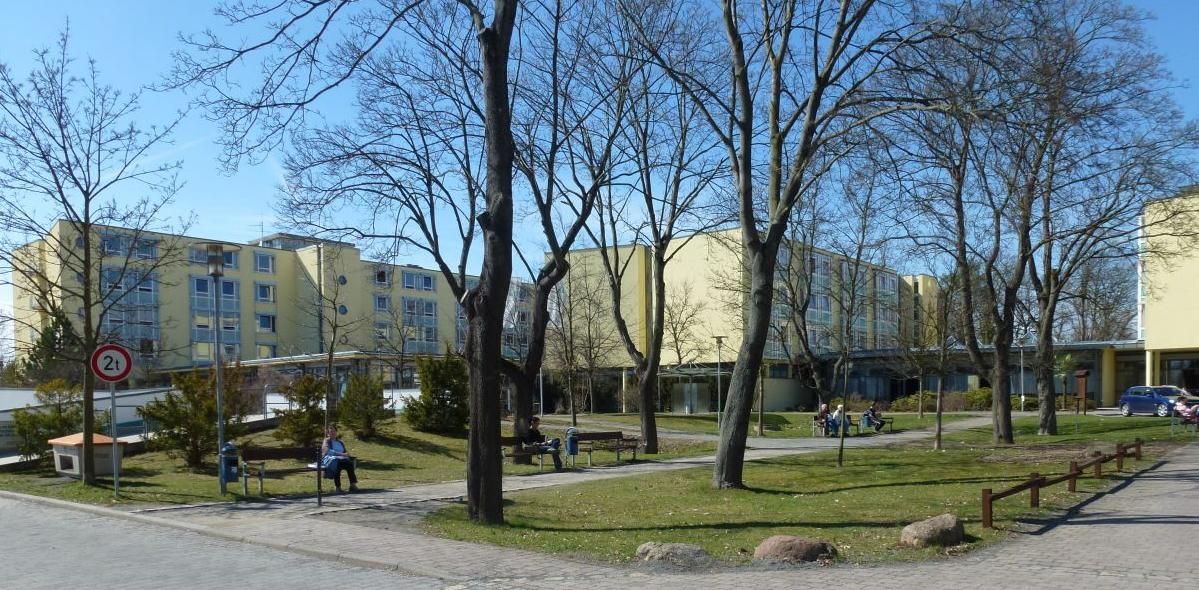
Kliniken

Das am 10. Mai 1915 eingeweihte Moorbad hat dazu beigetragen, dass die Stadt Düben durch ihr Moorheilbad den Status eines Kurortes erhielt. Nach dem Zweiten Weltkrieg besichtigte eine Bäderkommission den Ort Düben, befürwortete den Antrag nach Beschluss des Kabinetts der Landesregierung und der Minister des Innern der damaligen Provinz Sachsen-Anhalt und erteilte am 4. März 1948 das Recht den Zusatz „Bad“ zu führen. Seitdem trägt die Stadt den Titel und nennt sich Bad Düben. Die Anerkennungsvoraussetzungen als Kurort werden alle zehn Jahre geprüft, seit Erteilung konnte Bad Düben den Kurortstatus ohne Unterbrechung führen.
- Kurpark: Bereits 1846 wurde der Kurpark in Bad Düben gegründet. Dieser ist heute eine ca. 80.000 m² große Parkanlage.[44]
- Moorbad: Vor mehr als 100 Jahren war Düben wegen der gesunden Luft und der Landschaft eine bekannte Sommerfrische. Bei Bohrungen nach Braunkohle wurde 1911 die heilsamen Moorerde in Bad Düben entdeckt. Infolgedessen wurde im Jahr 1913 die Eisen-Moorbad-Gesellschaft gegründet und am 10. Mai 1915 ein neu errichtetes Moorbad eröffnet. Durch einen Brand im Jahr 1924 wurde das Moorbad schwer beschädigt, danach neu gestaltet und 1925 wiedereröffnet. Der einstöckige Bau wurde in den Jahren 1928/29 bedeutend erweitert und zu einem Sanatoriumsbetrieb mit voller Verpflegung eingerichtet.[45][42]
- Reha-Zentrum: Am Kurpark eröffnete im Januar 1994 das neu gebaute und von der MediClin-Gruppe betriebene Reha-Zentrum, eine orthopädische, neurologische und kardiologische Fachklinik.[46]
- Waldkrankenhaus: Im Jahr 1995 wurde neben dem Reha-Zentrum das neuerrichtete Waldkrankenhaus am Kurpark eröffnet, welches mit diesem verbunden ist und ebenfalls von der MediClin-Gruppe betrieben wird. Das neue Waldkrankenhaus ist eine Spezialklinik für Orthopädie und löste das von 1943 bis 1995 genutzte alte Waldkrankenhaus im Ortsteil Hammermühle, welches in der DDR ebenfalls ein angesehenes Fachkrankenhaus für Orthopädie war, ab.[47]
- Heide Spa: Neben dem Kurpark wurde im Januar 2000 das Heide Spa mit Schwimmbad, Sauna, Fitnessstudio, Wellnesseinrichtung, Restaurant und Veranstaltungssaal eröffnet. Am 22. Mai 2007 wurde das angebaute 5,2 Mio. teure Wellness-Hotel mit 150 Betten eröffnet. Im April 2017 begann der Bau zur Erweiterung des Hotels um weitere 23 Zimmer.[48]

## Wirtschaft und Infrastruktur
Bad Düben war zu DDR-Zeiten als Ausbildungsort der NVA und als Produktionsstandort für Werkzeugmaschinen bekannt. Das Gelände der NVA wird heute durch die Bundespolizei genutzt, die Werkzeugmaschinenfabrik besteht noch heute als „Profiroll“ und handelt ihre Produkte weltweit. Nach der Wende wurde mehr Wert auf den Ausbau als Kurstadt und als Standort für verschiedene Kleinindustrie gelegt. In den 1990er Jahren entstand das Gewerbegebiet „Süd-Ost“.

### Ansässige Unternehmen
- Profiroll Technologies GmbH (ehemals VEB Werkzeugmaschinenfabrik Bad Düben, regional „Wema“ genannt)
- MediClin AG mit Waldkrankenhaus und Reha-Zentrum
- Neubert Orthopädie-Technik GmbH & Co. KG
- Heide Spa (Spa, Hotel und Restaurant) als Kurbetriebsgesellschaft Dübener Heide mbH und HEIDE SPA Hotel GmbH & Co. KG
- Bau- und Haustechnik Bad Düben GmbH
- Seil- und Hebetechnik GmbH
- Remmers Baustofftechnik Produktions GmbH

### Gewerbegebiete
- Gewerbegebiet „An der B2“ (neben Profiroll Technologies GmbH)
- Gewerbegebiet „Süd-Ost“ (2017 waren 18 Firmen ansässig)[49]

### Behörden, Institutionen und Einrichtungen
- Bundespolizeiabteilung Bad Düben
- Polizeiposten Bad Düben
- Flussmeisterei Bad Düben
- Stadtverwaltung Bad Düben
- Wohnungsgenossenschaft Heideland eG
- Zweckverband Abwassergruppe Dübener Heide (ZAWDH)
- Staatliche Betriebsgesellschaft für Umwelt und Landwirtschaft (BfUL), Gewässergütelabor Bad Düben

## Verkehr

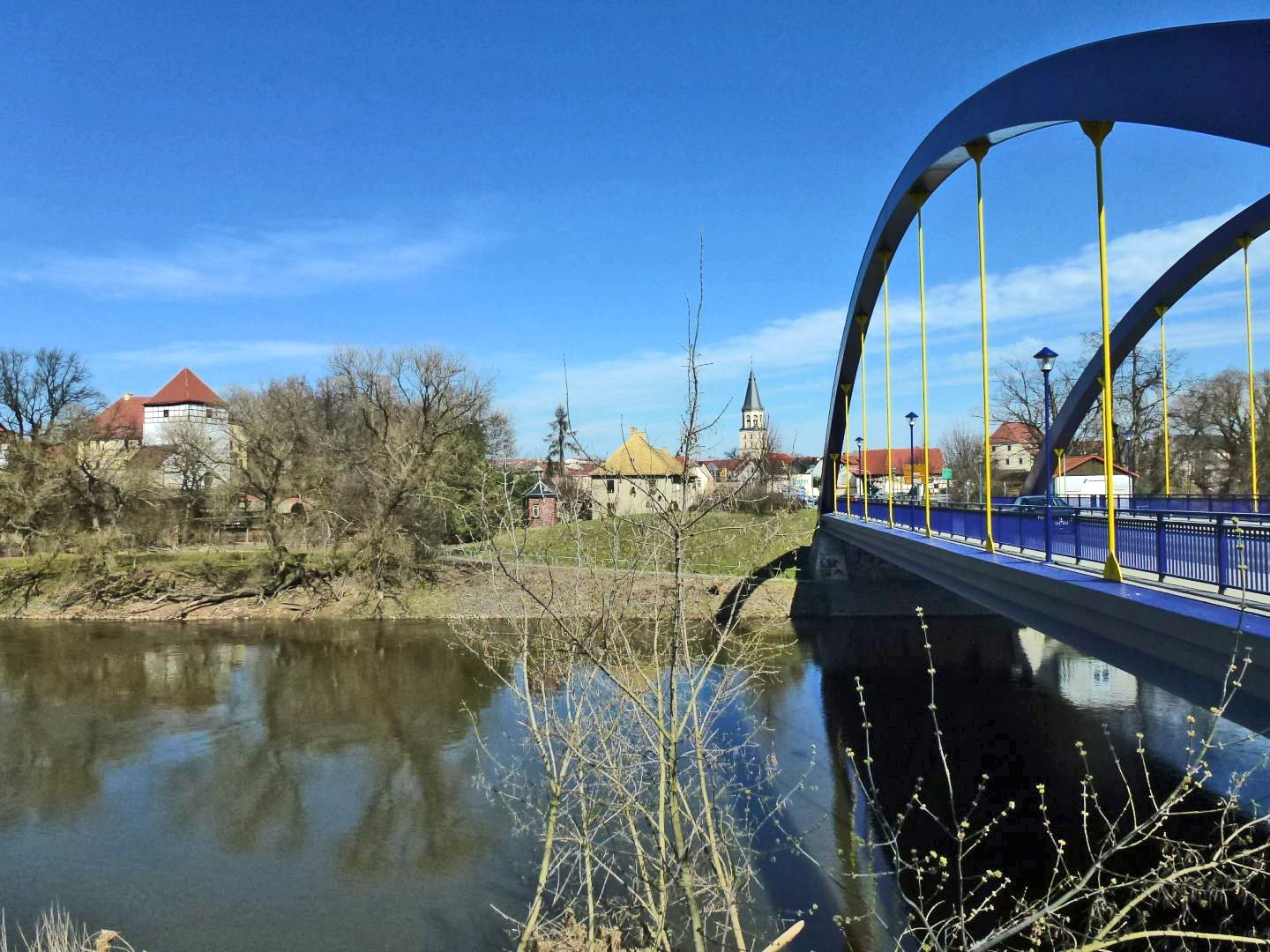
Muldebrücke

### Straßen
Bad Düben liegt am Schnittpunkt der Bundesstraßen 2, 107, 183 und 183a. Die Muldebrücke in Bad Düben ist zwischen Pouch und Eilenburg die einzige; flussabwärts der Mulde gab es in Rösa eine Fähre, deren Betrieb eingestellt wurde. Dagegen wird der Fährbetrieb flussaufwärts in Gruna mittels Personenfähre für Fußgänger und Radfahrer aufrechterhalten.
Ortsumgehung B2 Wellaune
Seit 2001 setzten sich Einwohner des Ortsteils Wellaune für eine Ortsumgehung der Bundesstraße B2 ein. Täglich fahren bis zu 10.300 Pkw und Lkw durch den Ort. Im Jahr 2016 wurde das Vorhaben von der Bundesregierung mit höchster Priorität in den Bundesverkehrswegeplan aufgenommen. Danach soll der zweistreifige Neubau östlich des Orts im Jahr 2030 eine tägliche Verkehrsbelastung von ca. 7.000 Kfz haben. Die 3 Kilometer lange Strecke kostet den Bund 5,9 Mio. Euro, Baubeginn ist frühestens 2018.

### Bahn

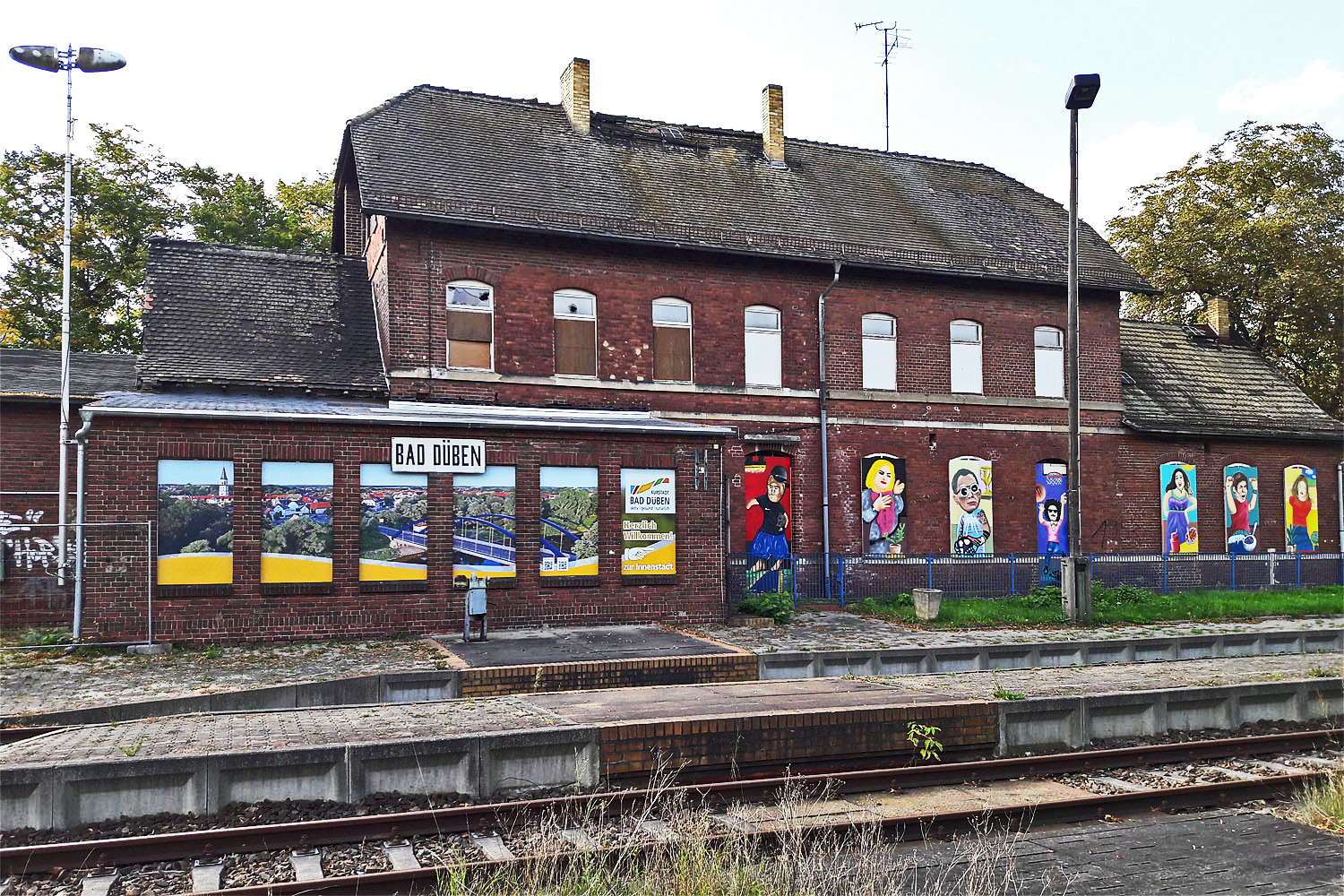
Bahnhof Bad Düben (2017)

Am Bahnhof Bad Düben an der Bahnstrecke Pretzsch–Eilenburg verkehrt seit 2016 die saisonale Linie RB 55, die an einigen Wochenenden und Feiertagen Bad Düben mit Eilenburg und Lutherstadt Wittenberg verbindet. Das Empfangsgebäude ist ungenutzt. Es war Kulisse des Landschaftstheaters 2018.

### Bus
Der öffentliche Personennahverkehr wird unter anderem durch den PlusBus des Mitteldeutschen Verkehrsverbund erbracht. Folgende Verbindungen führen, betrieben von der Nordsachsen Mobil, ab Bad Düben:
- Linie 196: Bad Düben ↔ Wellaune ↔ Krostitz ↔ Hohenossig ↔ Leipzig
- Linie 210: Bad Düben ↔ Tiefensee ↔ Löbnitz ↔ Spröda ↔ Delitzsch
- Linie 232: Tornau ↔ Bad Düben ↔ Laußig ↔ Mörtitz ↔ Eilenburg

### Radwege
Bad Düben liegt am Radweg Berlin–Leipzig und am Mulderadweg.

### Bootsanleger
Seit 2016 gibt es ca. 100 Meter flussaufwärts einen Bootsanleger für Paddelboote. Bootstouren auf der Mulde sind aus Naturschutzgründen jedoch nur im Zeitraum vom 15. Juli bis 31. Oktober möglich.

## Bildung

### Kindergärten und Kindertagesstätten
- Kindertagesstätte „Märchenland“
- Kindertagesstätte „Spatzenhaus“
- Christliche Kindertagesstätte der Diakonie „St. Nikolai“

### Schulen
- Oberschule (1972 eröffnet, früher POS Wilhelm-Pieck-Oberschule, danach Mittelschule Bad Düben)
- Heidegrundschule (Grundschule, früher POS Nicolai-Gastello-Oberschule)
- Evangelisches Schulzentrum (bis 2007 Grundschule am Kirchplatz, 1631 Ersterwähnung als Schulgebäude, Grundschule, Oberschule und Gymnasium)
- Albert-Schweitzer-Gymnasium (1992–2009, von 2002 bis 2009 als Außenstelle des Martin-Rinckart-Gymnasium Eilenburg, seit 2019 weiterführende Schule des Evangelischen Schulzentrums)

### Jugendzentrum
- Jugendhaus „Poly“ der AWO KV Nordsachsen e. V.

### Bibliothek
Bereits 1916 gab es eine Volksbücherei in Düben, zuerst als Schul-, später als Stadtbibliothek. Bis Ende des Zweiten Weltkrieges war sie in der Turnhalle der Schule untergebracht, danach im Rathaus. Am 6. Oktober 1954 wurde die Bibliothek wiedereröffnet und ist mehrmals innerhalb der Stadt umgezogen, unter anderem war sie in der Torgauer Straße, in der Straße der DSF (jetzt Altstädter Straße) und ab 1992 im „Dienstleistungswürfel“ im Postweg 16 ansässig. Seit 1. November 2011 befindet sie sich im Windmühlenweg und nutzt das 170 m² große Obergeschoss des Jugendhauses „Poly“. Der Umfang der Stadtbibliothek erhöhte sich vom Jahr 1954 mit 1.084 Büchern und 4.485 jährlichen Ausleihen bis zum Jahr 2004 auf 17.500 Bücher, Tonträger, Videos, Spiele und andere Medien sowie jährlich über 30.000 Ausleihen. Heute kann bereits online von zu Hause über das Internet durch den Medien-Dienst Web-OPAC im Bücherbestand der Bibliothek gesucht oder per Onleihe elektronische Bücher ausgeliehen werden.

## Gesundheits- und Sozialwesen

### Krankenhaus und Fachklinik
- Waldkrankenhaus Bad Düben, orthopädische Fachklinik
- Reha-Zentrum Bad Düben, orthopädische, neurologische und kardiologische Fachklinik

### Seniorenpflegeeinrichtungen
- AWO Pflege- und Betreuungszentrum Bad Düben (Pflegeeinrichtung und Betreutes Wohnen)
- Diakonisches Altenpflegeheim „St. Nikolai“ (Pflegeeinrichtung)

### Rettungs- und Hilfsdienste
- Freiwillige Feuerwehr Bad Düben mit Außenstellen in den Stadtteilen
- Deutsches Rotes Kreuz – Rettungswache Bad Düben
- Bundespolizeiabteilung Bad Düben

## Sport
- NaturSportBad, Freibad im Ortsteil Hammermühle
- Horst-Stahnisch-Stadion
- mehrere Sporthallen
- Heide Spa, Wellnessbad mit Saunabereich und Fitnessclub
- Kegelbahn am Horst-Stahnisch-Stadion
- Bowlingbahn des Bowling-und-Spielverein Bad Düben e. V.
- Tennisplatz des Tennisclub Bad Düben e. V. am Horst-Stahnisch-Stadion

## Persönlichkeiten

### Ehrenbürger
| Nr. | Jahr | Ehrenbürger                 | Grund                                                | Laudatio |
| --- | ---- | --------------------------- | ---------------------------------------------------- | -------- |
| 1   | 2007 | Wolfgang Apitzsch (* 1929)  | Ehrung für zahlreiche heimatverbundene Tätigkeiten   | [ 56 ]   |
| 2   | 2008 | Horst Stahnisch (1921–2008) | Ehrung für die Errichtung von Sportplatz und Stadion | [ 57 ]   |
| 3   | 2011 | Christoph Hein (* 1944)     | Ehrung als Schriftsteller, Übersetzer und Essayist   | [ 58 ]   |

### Söhne und Töchter der Stadt
- Barbara Elisabeth Schubart (getauft 1625, † zwischen 1695 und 1716), christliche Poetin
- Carl Wilhelm Slevogt (1753–1824), preußischer Justizamtmann und Rittergutsbesitzer
- Christian Gottfried Flittner (1770–1828), Arzt, Apotheker und Autor
- Eduard Florens Rivinus (1801–1873), Arzt und Autor
- Franz Schlobach (1824–1907), Unternehmer in Leipzig
- Robert Schlobach (1813–1883), Landvermessungsingenieur
- Theodor Kirsch (1818–1889), Entomologe
- Wolf von Wolff (1824–1900), Reichsanwalt und Senatspräsident am Reichsgericht in Leipzig
- Ferdinand von Zeuner (1825–1888), preußischer Generalleutnant
- August Hörig (1834–1884), Gewerkschafter und Sozialdemokrat
- Louise Hauffe (1836–1882), Konzertpianistin
- Kurt Wahle (1854–1928), Offizier und Generalleutnant
- Hermann Kötzschke (1862–1943), Theologe und Journalist
- Friedrich Schröder (1872–1943), Pastor und Heimatforscher
- Peter Weyer (1879–1947), General der Artillerie
- Karl Grüßer (1880–1945), Reichsinnungsmeister des Bäckerhandwerks
- Hermann Schiebel (1896–1973), Maler und Grafiker
- Willy Winkler (1904–1986), Heimatforscher, Mitbegründer und Museumsleiter des Landschaftsmuseums auf der Burg Düben
- Horst Stahnisch (1921–2008), Ehrenbürger, Schornsteinfeger, Bauingenieur, Projektant und Namensgeber des "Horst-Stahnisch-Sportstadion" in Bad Düben
- Heinz Schmidt (1930–2012), Geheimdienstoffizier und Generalmajor
- Christoph Hein (* 1944), Schriftsteller und Ehrenbürger, in der Stadt aufgewachsen[59]
- Hans-Joachim Böttcher (1947–2024), Autor, Denkmalpfleger und Heimatforscher
- Sonja Wölke (* 1956), sorbische Slawistin
- Matthias Zwarg (* 1958), Journalist und Verleger
- Elke Dopp (* 1965), Professorin für Hygiene und Umweltmedizin
- André Schinkel (* 1972), Schriftsteller, verbrachte den Großteil seiner Kindheit in der Stadt
- Ines Papert (* 1974), Eiskletterweltmeisterin, wuchs in Bad Düben auf
- Friederike „Freddy“ Holzapfel (* 1978), Radiomoderatorin, wuchs in Bad Düben auf
- Henriette Lippold (* 1981), Fernsehproduzentin, wuchs in Bad Düben auf

### Persönlichkeiten, die vor Ort gewirkt haben
- Günther von Zaschnitz († 1534), Schlossherr von Schnaditz, Kontrahent des in die Literatur eingegangenen Pferdehändlers Kohlhase
- Johann Gottfried Benemann († 1761), Amtmann in Düben
- Friedrich Karl Theodor von Hartig (1788–1850), Forstbeamter und Mitgründer des Kurparks Bad Düben, wurde in  Düben beigesetzt
- Julius Albert Rasch (1801–1882), Gerichtsamtmann in Düben und Mitbegründer des Kurparks Bad Düben
- Dieter Jungmichel (1931–2021), Facharzt für Orthopädie, von 1972 bis 1998 Chefarzt im Waldkrankenhaus
- Hans Funk (1936–2021), Heimatforscher und Publizist
- Bärbel Wachholz (1938–1984), DDR-Schlagersängerin, erholte sich im Bärbel-Wachholz-Haus bei Schnaditz
- Andreas Tüpke (* 1961), Maler, betrieb ein Atelier am Marktplatz
- Norman Liebold (* 1976), Autor, Künstler und Schauspieler, ging in Bad Düben zur Schule